# ヨハネによる福音書の資料
ヨハネによる福音書の資料とは、ルドルフ・カール・ブルトマンの唱えた仮説であり、ヨハネによる福音書に「奇跡の福音書」という資料が使われているとする。
非神話化を唱えたドイツの聖書学者ルドルフ・ブルトマンが1941年に自著『ヨハネ福音書について』で提示した説によれば、『ヨハネ福音書』の著者はイエスの行った奇跡に関して共観福音書とは異なる資料、口述資料を用いているという。この資料は仮に「しるしの福音」と呼ばれるもので、紀元70年ごろに成立していたものと思われる。「しるしの福音」の存在そのものに疑いの目を向けるものであっても、『ヨハネ福音書』の中でイエスの「しるし」に番号がふられていることが何らかの資料の痕跡であることは否定できない。資料を研究すれば、ヨハネ福音のみにかかれる奇跡はすべて12章37節以前に現れていることがわかる。しかもそれらは決して劇的な描き方はされず、信仰を呼び起こすものとして描かれる。また「しるし」をあらわすギリシア語「セーメイア」もヨハネのみ使う表現である。これら12章37節以前の「しるし」はそれ以降のものとも、他の共観福音書の描く「しるし」（奇跡）とも異なった性質を持ち、あくまでも信仰の結果の出来事となっている。このようなヨハネの独自性の一つの解釈として、ヨハネが初期のヘレニスト（ギリシア語を話すキリスト教徒たち）の間で保持されていた「奇跡を行うもの」、「魔術師」としてのイエスの姿をヘレニズム世界の人々に受け入れやすいように書き換えたということがあげられる。
ほかにも3世紀から4世紀にかけてイエスが「聖なる人・奇跡を行う人・魔術師」として知られていたことを示すものとして、イエスが魔法の杖をもった姿で描かれていることも議論となっている。しかし、このようなイエス像はローマ帝国の西方地域でしか見つかっていないため、アリウス主義との関係が指摘されている。弟子たちの中ではペトロだけがそのような魔法の杖を持った姿で描かれる。この杖は図像学においては権威の象徴である。
『ヨハネ福音書』の冒頭部分は明らかに『創世記』の冒頭部分を踏まえた表現である。この点に関しては多数の研究者が認めているにもかかわらず、その冒頭部分にこめられた意味については多くの論議がなされている。たとえばヘレニズム世界におけるレトリックの定型文であるとか、死海文書と共通する比喩表現であるとかいったものである。
近年の聖書研究の動向では、『ヨハネ福音書』の冒頭部分を（原点にもどって）ユダヤ文化の伝統に即したものとして考えるのが主流になっている。つまり創世記の冒頭が神による世界の創造だけを述べているように、『ヨハネ福音書』の冒頭はことば（ロゴス）についてだけ述べているということである。『ヨハネ福音書』ではロゴスとはイエスのことである。創造とロゴスを対比してみることで、パウロも語っているようなアダムとイエスの対比が明確になってくる。パウロは『コリントの信徒への手紙一』15：45において、第一のアダムが「生きるもの」となったように、第二のアダムであるキリストが「霊をあたえるもの」になったという。